# Mariann Hole
Mariann Hole, född 29 oktober 1981 i Kolbotn, är en norsk skådespelare.
Hole har bland annat medverkat i TV-serierna Sju systrar, Wisting och MILF of Norway.

## Filmografi (urval)
- 1998–2000 – Sju systrar (TV-serie)
- 2019–2024 – Wisting (TV-serie)
- 2024 – MILF of Norway (TV-serie)